# Timbre orquestal
El timbre orquestal ha sido un elemento especialmente cuidado desde el siglo XVI hasta nuestros días, definido a veces como color orquestal. El uso consciente del timbre en general y del orquestal en particular, está en la base de los movimientos más novedosos en música desde el Romanticismo, Beethoven, a otros, como el futurismo, la música concreta, la música electrónica, etc. o fundamental en grandes orquestadores como Wagner, Berlioz, Richard Strauss o Rimski-Kórsakov.
El timbre es la cualidad del sonido que permite diferenciarlo de otro emitido por otros instrumentos o voces. El timbre lo producen sonidos parciales armónicos. El timbre depende de la cantidad de armónicos que tenga un sonido y de la intensidad de cada uno de ellos. Por la cualidad que llamamos timbre es posible diferenciar sonidos de igual frecuencia fundamental o tono, e intensidad. Es la cualidad que confieren al sonido los armónicos que acompañan a la frecuencia fundamental.
El interés por el timbre creció entre los compositores occidentales desde el siglo XVI hasta el siglo XX, en que la organología llegó a ser una ciencia especialmente considerada y que tiene por objeto: 

”la enumeración, descripción, clasificación e historia de los instrumentos, incluso de los menos importantes, que se han usado en todas las civilizaciones y en todas las épocas de la humanidad, a fin de producir sonidos o ruidos en el intento puramente estético o sin otra finalidad que la religiosa, mágica o práctica.” (André Schaeffner)

## Familias de instrumentos musicales
- Instrumentos de cuerda, con trastes o sin trastes:
  - Instrumentos de cuerda frotada o de arco: violín, viola, violonchelo o contrabajo.
  - Instrumentos de cuerda pulsada: sin mástil y sin teclado (arpa), sin mástil pero con teclado (clavecín), con mástil y sin trastes (laúd árabe) y con mástil y con trastes (guitarra, laúd).
  - Instrumentos de cuerda percutida o golpeada: sin teclado (címbalo húngaro) o con teclado (piano, clavicordio).

- Instrumentos de viento: de lengüeta simple (clarinetes, saxofones) o doble (oboes, fagotes), de embocadura (viento metal) y con depósito de aire, con tubos (órgano) y sin tubos (acordeón, gaita).
  - Instrumentos de viento-metal: trompetas, trompas, trombones.
  - Instrumentos de viento-madera: de bisel, sin conducto (flauta travesera), de bisel con conducto (flauta dulce), de lengüeta simple (clarinete, saxofón), de lengüeta doble (oboe, fagot, gaita, cromorno, dulzaina) y de lengüetas libres (acordeón, bandoneón, armónica).
  - Órgano.

- Instrumentos de percusión: con afinación (timbal de concierto) o sin afinar (bombo).
  - Idiófonos (triángulo).
  - Membranófonos (zambomba).
- Instrumentos de teclado: de viento (órgano, acordeón), de cuerda (clave, clavicordio, piano), electrónicos.

## Historia
Durante la Edad Media europea tuvo absoluta preponderancia la música vocal por considerar la Iglesia que los instrumentos provenían del mundo pagano. La música vocal puede exponer un texto litúrgico cómo expresión de una verdad religiosa. La codificación musical comenzó basándose en la voz humana. Armonía y contrapunto se desarrollan inicialmente en este contexto.
La idea de dos campos distintos, con uso exclusivo de la música instrumental, empieza a manifestarse claramente a partir del siglo XVI, comenzando a independizarse y dar nacimiento a la música puramente instrumental. Estas modificaciones se vieron impulsadas y difundidas mediante la imprenta, mediante tratados sobre instrumentos y su construcción. Un efecto secundario fue el progresivo abandono de los modos medievales. Hasta finales de dicho siglo aumentó la familia de los instrumentos de cuerda (viola da braccio, da gamba) y de viento (flautas dulces, cornetas, chirimías, bombardas). Se amplían los timbres, en especial los registros graves de nuevos instrumentos.
La colaboración de teóricos musicales y constructores de instrumentos fue constante, así como la continua búsqueda de nuevos timbres instrumentales, conformando el timbre instrumental y posteriormente orquestal.
Entre los tratados fundamentales hasta mediados del siglo XVII pueden citarse:
- Sebastian Virdung: Musica getütscht, Basilea, 1511.
- Michael Praetorius: Syntagma musicum, 1614.
- Martin Agricola: Musica instrumentalis deudsch, Wittenberg, 1521.
- Marin Mersenne: L’harmonie universelle, 1636-1637.
- Pierre Trichet: Traité des instruments de musique, h. 1640.[2]

Tratadistas posteriores fueron Berlioz, Curt Sachs, Hornbostel, Walter Piston y Schaeffner.
Desde el punto de vista de la interpretación, se ha ido considerando cada vez más importante la recuperación de instrumentos antiguos por su timbre particular y las masas orquestales conformes al período o autor considerado en cada caso, persiguiendo un mayor equilibrio tímbrico conforme a los volúmenes sonoros para los que fue creada.
Hoy, por tanto, se tiende a evitar las reducciones, orquestaciones o transcripciones de obras orquestales, salvo casos muy excepcionales: desvirtuar su timbre es como desvirtuar su melodía, el timbre es un elemento tan fundamental de la música como su armonía. El uso de los aparatos electrónicos de reproducción ha hecho aún menos interesantes las reducciones, pues es relativamente fácil conocer una obra en su textura original aunque no se disponga de una orquesta.